# Горења вас при Шмарјети
Горења вас при Шмарјети (словен. Gorenja vas pri Šmarjeti) је насељено место у општини Шмарјешке Топлице, регија Југоисточна Словенија, Словенија.

## Историја
До територијалне реорганизације у Словенији била је у саставу старе општине Ново Место.

## Становништво
У попису становништва из 2011. године, Горења вас при Шмарјети је имала 214 становника.
| Број становника према пописима | Број становника према пописима | Број становника према пописима |
| ------------------------------ | ------------------------------ | ------------------------------ |
| 1991                           | 2002                           | 2011                           |
| 192                            | 197                            | 214                            |

Напомена: До 1953. исказивано под именом Горења вас.